# Селычинское (сельское поселение)
Селычинское — упразднённое муниципальное образование со статусом сельского поселения в Якшур-Бодьинском районе Удмуртии Российской Федерации.
Административный центр — посёлок Селычка.
Законом Удмуртской Республики от 11.05.2021 № 43-РЗ к 25 мая 2021 года упразднено в связи с преобразованием муниципального района в муниципальный округ.

## История
Статус и границы сельского поселения установлены Законом Удмуртской Республики от 14 июля 2005 года № 44-РЗ «Об установлении границ муниципальных образований и наделении соответствующим статусом муниципальных образований на территории Якшур-Бодьинского района Удмуртской Республики».

## Население
| 2010  | 2012  | 2013  | 2014  | 2015  | 2016  | 2017  |
| ----- | ----- | ----- | ----- | ----- | ----- | ----- |
| 1431  | ↘1429 | ↗1445 | ↗1451 | ↘1446 | ↗1453 | ↗1460 |
| 2018  | 2019  | 2020  |       |       |       |       |
| ↘1400 | ↘1371 | ↘1353 |       |       |       |       |

## Состав сельского поселения
| № | Населённый пункт | Тип населённого пункта          | Население |
| - | ---------------- | ------------------------------- | --------- |
| 1 | Бегешка          | деревня                         | ↘10       |
| 2 | Канифольный      | посёлок                         | ↗458      |
| 3 | Селычка          | посёлок, административный центр | ↗782      |
| 4 | Солнечный        | посёлок                         | ↗179      |
| 5 | Старая Вожойка   | деревня                         | →0        |